# Oxhalsö
Oxhalsö – miejscowość (tätort) w Szwecji, w regionie administracyjnym (län) Sztokholm, w gminie Norrtälje.
Według danych Szwedzkiego Urzędu Statystycznego liczba ludności wyniosła: 212 (31 grudnia 2018) i 222 (31 grudnia 2019).